# Ryan Smith
S. Ryan Smith, född 28 juni 1978, är en amerikansk företagsledare som är medgrundare för IT-företaget Qualtrics. Sedan 2020 är han styrelseordförande för företaget medan mellan 2002 och 2020 var Smith istället VD.
Han har också ägarintressen, via sitt företag Smith Entertainment Group, i basketlaget Utah Jazz (NBA); fotbollslagen Real Salt Lake (MLS) och Utah Royals (NWSL); ishockeylaget Utah Mammoth (NHL) samt inomhusarenan Delta Center i Salt Lake City i Utah.
Den amerikanska ekonomitidskriften Forbes rankade Smith till att vara världens 1 541:e rikaste med en förmögenhet på 2,2 miljarder amerikanska dollar per den 30 oktober 2024.
Smith avlade en kandidatexamen i ledarskap vid Brigham Young University.